# 聖なる海とサンシャイン
「聖なる海とサンシャイン」（せいなるうみとサンシャイン）は2000年1月26日に発売されたTHE YELLOW MONKEY20枚目のシングル。発売元はBMGファンハウス。

## 解説
前作同様、朝本浩文とのコラボレーションシングル。バンド史上初の試みとして、カップリングにシングル曲のバージョン違いが4曲収録された。4曲いずれもアルバム未収録。
1999年3月の『PUNCH DRUNKARD TOUR 1998/99』終了後最初に制作された楽曲で、当初は吉井曰く「『天国旅行』のような楽曲を想定しており、プログレッシブな構成かつ、それをコンパクトにした楽曲」だったという。また、仮歌段階では長尺のイントロも想定されていたが、朝本のアドバイスにより短縮され、吉井はこれを「朝本さんが来て、イエローモンキーに必ずある大イントロがなくなった」「新鮮だった」と語っている。当初は『SO YOUNG』以来の復帰作品になる予定であったが、スタッフから出た「休み明けにしては地味なのではないか」との意見を受け、アップテンポな曲調の『バラ色の日々』が先行してリリースされた。
吉井はこの曲に特別な思い入れがあり、「（最近書いた曲の中では）僕の中では一番『聖なる海とサンシャイン』が愛着あったわけですよ。どこ行っても口ずさんでたし。僕はどうしても『聖なる海とサンシャイン』を休み明けの第一弾にしたかった」と語っている。一方、「こんなに困った曲はなかった。この曲に"お前1年間『聖なる海とサンシャイン』について考えろ"って言われたぐらいの」と語るほど、制作は困難を極めた。カップリングにシングル曲のバージョン違いが4曲収録されているが、吉井は「『聖なる海とサンシャイン』に完成形はなかったと思う。俺も大好きだけど、凄くいい曲になりそうなものがこんなに落としどころがなかった。そういう曲はこの曲以外にはない」と語っている。
8thアルバム『8』には、アルバムバージョンとして再アレンジされて収録されているが、吉井は「この曲をどうアルバムバージョンとして再アレンジしていくのかが見えたのは、アルバムのレコーディングに入って後半のことだった」「作為的なものではないが、曲順が（アルバムのタイトルと同じ）8曲目であり、それが意味深に思える。通して聴いていても『聖なる海とサンシャイン』でドキッとする。色気と怖さが見える感じがして、好きな瞬間である」と語っている。
PVにはシングル作品で唯一演奏シーンが一切なく、短編映画のような作りになっており、女優の西田尚美が出演。監督を務めた高橋栄樹は「ある意味、僕のMVの到達点」として本作のミュージック・ビデオを挙げた。菊地英昭の文字を指で追うシーンがギター、菊地英二のタイプライターを叩くシーンがドラムを表現しており、演奏シーンの代わりに象徴的なもので表現したのが特徴である。

## 収録曲
- 全作詞・作曲：吉井和哉。

1. 聖なる海とサンシャイン
編曲：THE YELLOW MONKEY・朝本浩文
テレビ朝日系『おネプ!』エンディングテーマ。映画『現実の続き 夢の終わり』主題歌。
2. 聖なる海とサンシャイン -Suspend Minnow Version-
編曲：THE YELLOW MONKEY・朝本浩文
吉井がミックスを担当。『8』に収録されたアルバムバージョンには、本バージョンのボーカルテイクが流用されている。
3. 聖なる海とサンシャイン -Sunshine-
編曲：THE YELLOW MONKEY・朝本浩文・屋敷豪太
アルバム未収録。
4. 聖なる海とサンシャイン -Sunnyside of winter mix-
編曲：THE YELLOW MONKEY・朝本浩文・磯村淳
アルバム未収録。
5. 聖なる海とサンシャイン -jaz raser drive mix-
編曲：THE YELLOW MONKEY・朝本浩文・北里玲二
アルバム未収録。

## 収録アルバム
＃1. 聖なる海とサンシャイン
- 『8』（2000年7月26日）※アルバムバージョン
- 『GOLDEN YEARS Singles 1996-2001』（2001年6月13日）
- 『30years 30hits』（2022年1月8日）※2022リマスターバージョン

## カバー
＃1. 聖なる海とサンシャイン
- MADOKA（2012年9月22日、ライブ「MADOKA・夜長月ノ宴」）※阿木燿子と宇崎竜童が経営するライブビストロ「ノヴェンバー・イレブンス」（東京・赤坂）におけるライブ[5]。MADOKAはコロッケの娘。
- 吉井和哉（2007年ライブツアー「GENIUS INDIAN TOUR」）※セルフカバー